# Constantin Andonii
Constantin Andonii (* 26. April 1988) ist ein rumänischer Sprinter, der sich auf den 400-Meter-Lauf spezialisiert hat.

## Sportliche Laufbahn
Erste internationale Erfahrungen sammelte Constantin Andonii im Jahr 2018, als er bei den Balkan-Meisterschaften in Stara Sagora in 3:08,29 min die Silbermedaille hinter dem türkischen Team gewann. 2020 gewann er bei den Balkan-Hallenmeisterschaften in Istanbul in 3:13,86 min die Bronzemedaille mit der Staffel hinter den Teams aus Slowenien und der Türkei. 2022 belegte er bei den Balkan-Meisterschaften in Craiova in 3:10,19 min den vierten Platz.
In den Jahren von 2017 bis 2019 sowie 2021 und 2022 wurde Andonii rumänischer Meister in der 4-mal-400-Meter-Staffel.

## Persönliche Bestzeiten
- 400 Meter: 48,35 s, 4. Juni 2022 in Craiova
  - 400 Meter (Halle): 49,13 s, 1. Februar 2020 in Wien